# 西藏大黄
西藏大黄（学名：Rheum tibeticum）为蓼科大黄属下的一个种。其种加词“tibeticum”意为“西藏的”。